# Sukkertopgran
Sukkertop-Gran (Picea glauca 'Conica') er en dværgsort af Hvid-Gran. Planten er et lille, stedsegrønt træ med en tæt, kegleagtig vækstform. Sorten er spontant opstået og blev fundet i 1904. Den er siden blevet en almindelig anvendt haveplante.

## Beskrivelse
Stammen er som regel meget kort, og hovedgrenene ses ikke på grund af det tætte nåledække. Kno-pperne er brune og skællede, men sidder skjult under nålene. Nålene er smalle og spidse, næsten runde i tværsnit og lysegrønne. Ved skudspidserne sidder nålene fremadrettet, men længere inde på skuddet sidder de vinkelret på skuddet. Blomster og kogler ses meget sjældent.
Sorten har en tilbøjelighed til at "slå tilbage", sådan at et enkelt skud får de normale kendetegn for Hvid-Gran, både hvad angår nåle og skudlængde. Sådan set er Sukkertop-Gran en græsningsresistent ungdomsform. Det er derfor altid naturens mening, at den en dag skal skyde i vejret og udvikle sig til et normalt grantræ. Sorten blev især tidligere podet på grundstamme af Rød-Gran. Nu formeres Sukkertop-Gran oftest ved hjælp af stiklinger.
Højde x bredde og årlig tilvækst: 2,5 × 2 m (10 × 10 cm/år).

## Sortens oprindelse
Arten Hvid-Gran hører hjemme i tørre og kølige egne af USA og Canada, hvor den danner skovgrænsen op mod tundraen.  Sukkertopgran er en spontant opstået sort af Hvid-Gran, som blev fundet i 1904 ved Banff i den canadiske provins Alberta af professor J.G. Jack fra Arnold Arboretum ved Harvard University i Massachusetts, USA.
| Portal | Portal:Botanik |